# Abbasanta
Abbasanta (Abbasànta en sarde) est une commune d'environ 2 800 habitants située dans la province d'Oristano, dans la région Sardaigne, en Italie.

## Histoire
Le nuraghe Losa, se trouve à proximité de la commune ce qui témoigne de la présence de vie dans ce chef-lieu depuis au moins 3000 ans.

## Administration
| Période                                  | Période  | Identité      | Étiquette | Qualité |
| ---------------------------------------- | -------- | ------------- | --------- | ------- |
| 10 mai 2005                              | En cours | Stefano Sanna |           |         |
| Les données manquantes sont à compléter. |          |               |           |         |

### Hameaux
Tanca Regia, Sant'Agostino.

### Communes limitrophes
Ghilarza, Norbello, Paulilatino, Santu Lussurgiu.

### Évolution démographique
Habitants recensés